# كسوف الشمس 26 ديسمبر 2019
في 26 ديسمبر 2019 شهد سكان الأرض ظاهرة كسوف الشمس، لكن ما ميّز هذا الكسوف هو أنه ظهر بشكل حلقي في عدد من المناطق، فعندما يمر القمر بين الأرض والشمس، يعمل على حجب الشمس كليًا أو جزئيًا عن عين المُشاهد على سطح الأرض، وعندما يكون القطر المرئي للقمر أصغر من الشمس، يجعله يحجب معظم ضوء الشمس لكن ليس بالكليّة، لتظهر الشمس على شكل حلقة مضيئة تحيط بالقمر. ظهر الكسوف بشكله الحلقي في عدد من المناطق تقع ضمن مسار الكسوف الحلقي مثل التجمعات السكانية التالية: كوريكود، كويمباتور، جفنا، ترينكومالي، سيبولغا، تانجونغ (بينانغ)، باتام، سنغافورة، سينغكوانغ و‌غوام وأخرى ينحرف عنها قليلا مسار الكسوف (بشكله الحلقي) مثل بعض المدن كالدوحة، مادوراي، بيكانبارو، دوماي، جوهور باهرو و‌كوتشينغ. أما باقي المناطق ظهر الكسوف لديها بشكل جزئي وذلك ضمن منطقة كبيرة تقارب آلاف الكيلومترات تشمل عدداً من الدول هي السعودية و‌قطر و‌الإمارات العربية المتحدة و‌سلطنة عمان و‌باكستان و‌الهند و‌سريلانكا و‌ماليزيا و‌إندونيسيا و‌سنغافورة و‌جزر ماريانا الشمالية و‌غوام،

## الرؤية والمشاهدة

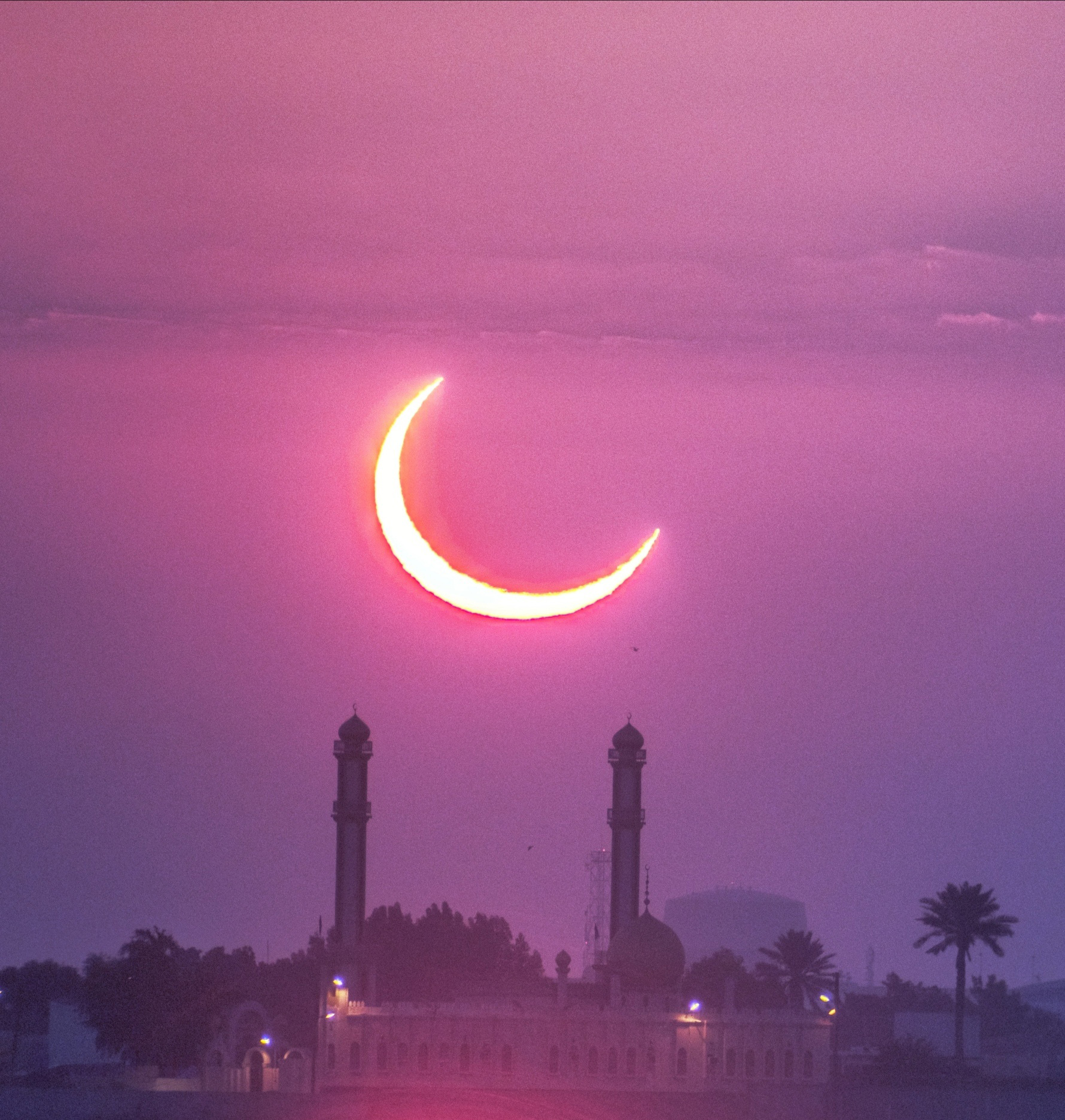
كسوف 2019

رسم متحرك يظهر مسار الكسوف